# 501 (film)
501 er en dansk kortfilm fra 2009 instrueret af Jesper Maintz og efter manuskript af Thomas Glud og Jesper Maintz.

## Handling
"501" udspiller sig på den lokale bodega, hvor en fremmed gæst forstyrrer en af stamkunderne, der er i gang med det sidste, afgørende kast i dartspillet '501'. Dartspilleren giver den forstyrrende gæst en chance, og de finder sammen over en øl ved baren. Men gæsten er slet ikke, hvad han giver sig ud for at være, og vi kører baglæns i tiden for at lære ham nærmere at kende.

## Medvirkende
- Troels Thorsen
- Steffen Nielsen
- Claus Lund
- Mads Dollerup Nielsen
- Anne Stenholt